# Death of a Bachelor Tour
Death of a Bachelor Tour（デス・オブ・ア・バチェラー・ツアー）は、アメリカ合衆国のポップ・ロック・バンドであるパニック!アット・ザ・ディスコが2017年に開催したアルバム『ある独身男の死』の発売に伴うコンサート・ツアー。同年12月27日にサポート・ベーシストのダロン・ウィークスがパニック!アット・ザ・ディスコからの別離を発表したことにより、本ツアーがウィークスが参加した最後のツアーとなった。

## 経緯
「LA バンザイ」のミュージック・ビデオが公開された2016年9月22日、2017年2月24日から4月15日にかけて35都市をめぐるアリーナツアーを開催することを発表した。ツアーにはセイント・モーテルとミスターワイヴスがオープニング・アクトとして同行した。
ツアーは、モヒガン・サン・アリーナでのアンカスビル公演を皮切りに、BB&Tセンターでのサンライズ公演で終了した。ステージ演出にはパイロテクニクスや3Dスクリーンなどが取り入れられ、サウンド面ではホーン・セクションが迎えられた。全36公演で780万ドルを売り上げ、約35万人を動員した。
12月15日に音楽配信と期間限定の2枚組レコードの2形態でライブ・アルバム『All My Friends We're Glorious』が発売され、本ツアーから4月14日のアムウェイ・センターでのフロリダ公演の全演奏が収録された。

## 評価
Death of a Bachelor Tourは各メディアから高い評価を集め、『ビルボード』誌はイチかバチかの努力が、あっと言わせるような芝居がかったステージの上に輝いている、『フォーブス』誌はアリーナ・ロックの傑作…パニックは新たなレベルへ到達した、『ニューヨーク・オブザーバー』は（ブレンドン・ウーリーの）ステージでの存在感は圧巻だったと評した。

## 演奏
パニック!アット・ザ・ディスコ
- ブレンドン・ユーリー – リード・ボーカル、ギター、ピアノ

外部ミュージシャン
- ダロン・ウィークス – ベース、バックグラウンド・ボーカル
- ダン・パウロヴィッチ – ドラム、バックグラウンド・ボーカル
- ケ二ー・ハリス – ギター、バックグラウンド・ボーカル
- ジェシー・モロイ – サクソフォーン
- クリス・バウティスタ – トロンボーン
- エルム・ナヴァロ – トランペット

## セットリスト
本節では2017年2月25日のアメリカ合衆国のフィラデルフィア公演のセットリストを扱う。
1. あまり良い思いさせないで!
2. LA バンザイ
3. レディ・トゥ・ゴー
4. ゴールデン・デイズ
5. ヴェガス・ライツ
6. 殉死と自殺の差は記事になるかならないか / 夜間攻撃 / 君がやってくれた方がいいのに
7. ハレルヤ
8. ナイン・イン・ジ・アフターヌーン
9. ミス・ジャクソン
10. ディス・イズ・ゴスペル
  - ピアノバージョンで披露された[7]。
11. ある独身男の死
12. モナリザのバラード
13. ムーヴィン・アウト（英語版）
  - ビリー・ジョエルのカバー曲[7]。
14. 裸の王様
15. ニコチン
16. 狂気＝天才
17. レッツ・キル・トゥナイト
18. 24K・マジック / ビッチ・ベター・ハヴ・マイ・マネー（英語版）
  - 前者はブルーノ・マーズのカバー曲で、後者はリアーナのカバー曲[7]。
19. ガールズ/ガールズ/ボーイズ
20. ボヘミアン・ラプソディ
  - クイーンのカバー曲[7]。
21. アイ・ライト・シンズ・ノット・トラジェディーズ
22. ビクトリアス

## ツアー日程
| 日付          | 都市             | 国             | 会場                                       | オープニング・アクト                | 観客動員                | 売上        |
| ------------- | ---------------- | -------------- | ------------------------------------------ | ----------------------------------- | ----------------------- | ----------- |
| 2017年2月24日 | アンカスビル     | アメリカ合衆国 | モヒガン・サン・アリーナ                   | ミスターワイヴス セイント・モーテル | 6,528 / 6,528           | $361,536    |
| 2017年2月25日 | フィラデルフィア | アメリカ合衆国 | ウェルズ・ファーゴ・センター               | ミスターワイヴス セイント・モーテル | N/A                     | N/A         |
| 2017年2月26日 | ポートランド     | アメリカ合衆国 | クロス・インシュアランス・アリーナ         | ミスターワイヴス セイント・モーテル | N/A                     | N/A         |
| 2017年2月28日 | ピッツバーグ     | アメリカ合衆国 | ピーターソン・エベンツ・センター           | ミスターワイヴス セイント・モーテル | N/A                     | N/A         |
| 2017年3月2日  | ニューヨーク     | アメリカ合衆国 | マディソン・スクエア・ガーデン             | ミスターワイヴス セイント・モーテル | 14,468 / 14,468         | $816,524    |
| 2017年3月3日  | オクソン・ヒル   | アメリカ合衆国 | MGMナショナルハーバー                      | ミスターワイヴス セイント・モーテル | 3,840 / 3,983           | $194,202    |
| 2017年3月4日  | ウースター       | アメリカ合衆国 | DCUセンター                                | ミスターワイヴス セイント・モーテル | 10,628 / 10,872         | $510,919    |
| 2017年3月7日  | コロンバス       | アメリカ合衆国 | ショッテンシュタイン・センター             | ミスターワイヴス セイント・モーテル | 12,266 / 12,895         | $555,057    |
| 2017年3月8日  | クリーブランド   | アメリカ合衆国 | ウォルステイン・センター                   | ミスターワイヴス セイント・モーテル | 9,772 / 10,021          | $392,049    |
| 2017年3月10日 | オーバーンヒルズ | アメリカ合衆国 | ザ・パレス・オブ・オーバーンヒルズ         | ミスターワイヴス セイント・モーテル | 14,023 / 14,170         | $666,423    |
| 2017年3月11日 | ローズモント     | アメリカ合衆国 | オールステート・アリーナ                   | ミスターワイヴス セイント・モーテル | 12,463 / 12,933         | $642,656    |
| 2017年3月12日 | セントポール     | アメリカ合衆国 | エクセル・エナジー・センター               | ミスターワイヴス セイント・モーテル | 13,155 / 13,515         | $614,715    |
| 2017年3月14日 | デモイン         | アメリカ合衆国 | ウェルズ・ファーゴ・アリーナ               | ミスターワイヴス セイント・モーテル | 7,878 / 8,037           | $334,804    |
| 2017年3月15日 | オマハ           | アメリカ合衆国 | バクスター・アリーナ                       | ミスターワイヴス セイント・モーテル | 6,855 / 7,084           | $298,924    |
| 2017年3月17日 | デンバー         | アメリカ合衆国 | ペプシ・センター                           | ミスターワイヴス セイント・モーテル | 13,163 / 14,075         | $629,983    |
| 2017年3月18日 | オレム           | アメリカ合衆国 | UCCUセンター                               | ミスターワイヴス セイント・モーテル | 6,246 / 8,366           | $303,685    |
| 2017年3月19日 | ボイシ           | アメリカ合衆国 | タコベル・アリーナ                         | ミスターワイヴス セイント・モーテル | N/A                     | N/A         |
| 2017年3月21日 | シアトル         | アメリカ合衆国 | ワム・シアター                             | ミスターワイヴス セイント・モーテル | 7,057 / 7,200           | $323,767    |
| 2017年3月22日 | ポートランド     | アメリカ合衆国 | モダ・センター                             | ミスターワイヴス                    | 11,104 / 11,294         | $464,822    |
| 2017年3月24日 | ラスベガス       | アメリカ合衆国 | ミケロブ・ウルトラ・アリーナ               | ミスターワイヴス                    | 8,845 / 8,845           | $463,599    |
| 2017年3月25日 | オークランド     | アメリカ合衆国 | オラクル・アリーナ                         | ミスターワイヴス セイント・モーテル | 13,505 / 13,804         | $625,785    |
| 2017年3月26日 | サンディエゴ     | アメリカ合衆国 | ビエハス・アリーナ                         | セイント・モーテル                  | 8,779 / 9,238           | $434,168    |
| 2017年3月28日 | イングルウッド   | アメリカ合衆国 | ザ・フォーラム                             | ミスターワイヴス セイント・モーテル | 13,446 / 13,446         | $647,541    |
| 2017年3月29日 | フェニックス     | アメリカ合衆国 | トーキング・スティック・リゾート・アリーナ | ミスターワイヴス セイント・モーテル | 11,990 / 11,990         | $469,606    |
| 2017年3月31日 | アレン           | アメリカ合衆国 | アレン・イベント・センター                 | ミスターワイヴス セイント・モーテル | 6,271 / 6,432           | $343,639    |
| 2017年4月1日  | ヒューストン     | アメリカ合衆国 | トヨタ・センター                           | ミスターワイヴス セイント・モーテル | 12,040 / 12,040         | $629,559    |
| 2017年4月2日  | オースティン     | アメリカ合衆国 | フランク・アーウィン・センター             | ミスターワイヴス セイント・モーテル | 10,634 / 10,634         | $521,837    |
| 2017年4月4日  | タルサ           | アメリカ合衆国 | BOKセンター                                | ミスターワイヴス セイント・モーテル | N/A                     | N/A         |
| 2017年4月5日  | セントルイス     | アメリカ合衆国 | スコットトレード・センター                 | ミスターワイヴス セイント・モーテル | N/A                     | N/A         |
| 2017年4月7日  | バーミンガム     | アメリカ合衆国 | レガシー・アリーナ                         | ミスターワイヴス セイント・モーテル | N/A                     | N/A         |
| 2017年4月8日  | メンフィス       | アメリカ合衆国 | フェデックス・フォーラム                   | ミスターワイヴス セイント・モーテル | N/A                     | N/A         |
| 2017年4月9日  | ルイビル         | アメリカ合衆国 | KFCヤムセンター                            | ミスターワイヴス セイント・モーテル | N/A                     | N/A         |
| 2017年4月11日 | グリーンズボロ   | アメリカ合衆国 | グリーンズボロ・コロシアム                 | ミスターワイヴス セイント・モーテル | N/A                     | N/A         |
| 2017年4月12日 | ダルース         | アメリカ合衆国 | インフィニット・エナジー・アリーナ         | ミスターワイヴス セイント・モーテル | 9,884 / 9,884           | $526,883    |
| 2017年4月14日 | オーランド       | アメリカ合衆国 | アムウェイ・センター                       | ミスターワイヴス セイント・モーテル | N/A                     | N/A         |
| 2017年4月15日 | サンライズ       | アメリカ合衆国 | BB&Tセンター                               | ミスターワイヴス セイント・モーテル | N/A                     | N/A         |
| 合計          | 合計             | 合計           | 合計                                       | 合計                                | 234,956 / 251,754 (93%) | $11,772,683 |